# Billete de dos mil pesos colombianos
Los billetes de 2000 pesos colombianos ($ 2000) son una de las denominaciones del papel moneda que circulan actualmente en Colombia. Las diferentes ediciones emitidas rinden homenaje a Simón Bolívar, Francisco de Paula Santander y Débora Arango, siendo esta última la que se encuentra actualmente en circulación.

## Ediciones

### Primera edición
Impresa el 24 de julio de 1983 por Thomas de la Rue and Company Limited. Muestra en el anverso el rostro del libertador Simón Bolívar, mientras que en el reverso se puede apreciar una reproducción de la pintura «Paso del Ejército Libertador por el Páramo de Pisba», obra de Francisco Antonio Cano.
| N.º Pick | Emisión             | Imágenes | Imágenes | Dimensiones | Color | Color  | Descripción   | Descripción                                         |
| N.º Pick | Emisión             | Anverso  | Reverso  | Dimensiones | Color | Color  | Anverso       | Reverso                                             |
| -------- | ------------------- | -------- | -------- | ----------- | ----- | ------ | ------------- | --------------------------------------------------- |
| 430a     | 24 de julio de 1983 |          |          | 140 × 70 mm |       | Marrón | Simón Bolívar | Paso del Ejército Libertador por el Páramo de Pisba |

### Segunda edición
Impresa el 2 de abril de 1996 por la «Imprenta de billetes - Santa Fe de Bogotá» en colores predominantes Verde y beige. En el anverso se aprecia el rostro de Francisco de Paula Santander, y en el reverso se muestra la Casa de Moneda con sede en Bogotá.
Sus características de seguridad son las siguientes:
- Marca de agua con el rostro de Francisco de Paula Santander.
- Fibrillas, hilo de seguridad, texto «DOS MIL PESOS» y logo del Banco de la República, visibles a la luz ultravioleta.
- Hilo de seguridad con el texto «BRC 2000».

| N.º Pick | Emisión            | Imágenes | Imágenes | Dimensiones | Color | Color         | Descripción                  | Descripción                |
| N.º Pick | Emisión            | Anverso  | Reverso  | Dimensiones | Color | Color         | Anverso                      | Reverso                    |
| -------- | ------------------ | -------- | -------- | ----------- | ----- | ------------- | ---------------------------- | -------------------------- |
| 445a     | 2 de abril de 1996 |          |          | 130 × 65 mm |       | Verde y beige | Francisco de Paula Santander | Casa de Moneda de Colombia |

### Tercera edición
El anverso tiene la imagen del rostro de la artista antioqueña Débora Arango, y otra de cuerpo entero con las manos entrelazadas. En el reverso se plasma la imagen del río Caño Cristales y la Sierra de la Macarena que se encuentran en el departamento del Meta. La imagen busca promover la protección del medio ambiente y la preservación de los recursos naturales. También está impreso un fragmento de una entrevista que le hicieron a la pintora a los 30 años y fragmentos de algunas de sus obras.
| N.º Pick | Emisión                 | Imágenes | Imágenes | Dimensiones | Color | Color | Descripción   | Descripción        |
| N.º Pick | Emisión                 | Anverso  | Reverso  | Dimensiones | Color | Color | Anverso       | Reverso            |
| -------- | ----------------------- | -------- | -------- | ----------- | ----- | ----- | ------------- | ------------------ |
|          | 29 de noviembre de 2016 |          |          | 128 × 66 mm |       | Azul  | Débora Arango | Río Caño Cristales |

Los billetes de 2000 pesos colombianos tienen las siguientes medidas de seguridad:
- En el anverso, las hojas y el fruto de un árbol lechoso están impresas en color cobre y al girar el billete la parte interna cambia a color verde.
- A la luz ultravioleta, el billete muestra trazos fluorescentes en todo el billete.
- Las imágenes coincidentes del texto «BRC» y de un pájaro cardenal, impresos parcialmente en cada costado del billete.
- Al lado izquierdo del anverso se descubre al trasluz el rostro de la artista antioqueña Débora Arango, con efecto tridimensional, y el número «2» invertido.
- Zonas en alto relieve ubicadas en el rostro de la artista, los textos de «Banco de la República», las firmas de los gerentes y la denominación del billete en braille.
- En la franja de tonalidad azul del anverso, al observar el billete en posición casi horizontal desde la esquina inferior derecha a la altura de los ojos, se descubre el texto «BRC»
- Al girar el billete, la parte central de la cinta de seguridad cambia de color fucsia a oro.

## Emisión
El Banco de la República ha emitido en total 5796,55 millones de billetes de 2000 pesos colombianos entre 1989 y 2019.
| 1989   | 1990 | 1991  | 1992   | 1993  | 1994   |
| ------ | ---- | ----- | ------ | ----- | ------ |
| 130,50 | 15   | 96,10 | 149,35 | 95,25 | 122,70 |

| 1995 | 1996   | 1997   | 1998  | 1999 | 2000 |
| ---- | ------ | ------ | ----- | ---- | ---- |
| 0,50 | 154,15 | 170,45 | 87,85 | 140  | 175  |

| 2001 | 2002 | 2003 | 2004   | 2005   | 2006   |
| ---- | ---- | ---- | ------ | ------ | ------ |
| 173  | 149  | 158  | 186,10 | 145,30 | 183,20 |

| 2007   | 2008   | 2009   | 2010   | 2011   | 2012   |
| ------ | ------ | ------ | ------ | ------ | ------ |
| 182,70 | 219,20 | 235,40 | 207,80 | 213,50 | 266,60 |

| 2013   | 2014  | 2015  | 2016  | 2017  | 2018  |
| ------ | ----- | ----- | ----- | ----- | ----- |
| 294,80 | 292,9 | 351,5 | 251,5 | 290,7 | 327,1 |

| 2019  | 2020  | 2021  | 2022  |  |  |
| ----- | ----- | ----- | ----- |  |  |
| 331,4 | 258,1 | 316,7 | 251,4 |  |  |

## Circulación
El Banco de la República informó que a finales de 2022, 226,1 millones de billetes de 2000 pesos colombianos estaban en circulación en Colombia, que representan 1 252 143 millones de pesos colombianos.
| 2005    | 2006    | 2007    | 2008    | 2009    | 2010    |
| ------- | ------- | ------- | ------- | ------- | ------- |
| 304 057 | 329 059 | 393 845 | 419 129 | 446 168 | 479 916 |

| 2011    | 2012    | 2013    | 2014    | 2015      | 2016      |
| ------- | ------- | ------- | ------- | --------- | --------- |
| 515 978 | 552 848 | 716 662 | 963 099 | 1 003 020 | 1 008 909 |

| 2017      | 2018      | 2019      | 2020      | 2021      | 2022      |
| --------- | --------- | --------- | --------- | --------- | --------- |
| 1 113 594 | 1 050 041 | 1 105 783 | 1 203 433 | 1 150 148 | 1 252 143 |

| 2005  | 2006  | 2007  | 2008  | 2009  | 2010  |
| ----- | ----- | ----- | ----- | ----- | ----- |
| 152,0 | 164,5 | 196,9 | 209,6 | 223,1 | 240,0 |

| 2011  | 2012  | 2013  | 2014  | 2015  | 2016  |
| ----- | ----- | ----- | ----- | ----- | ----- |
| 258,0 | 276.4 | 358,3 | 481,5 | 501,5 | 504,5 |

| 2017  | 2018  | 2019  | 2020  | 2021  | 2022  |
| ----- | ----- | ----- | ----- | ----- | ----- |
| 556,8 | 525,0 | 552,9 | 601,7 | 575,1 | 626,1 |

## Medidas contra la falsificación
El director del Banco de la República de Colombia, José Darío Uribe, lanzó la campaña Billetes y monedas: valor y arte en 2010 para que los ciudadanos puedan detectar falsificaciones. A través de una serie de talleres, cajeros, comerciantes, conductores de servicios públicos, y en general, todos aquellos que pueden estar expuestos a recibir dinero falsificado fueron capacitados para reconocer el dinero falsificado. Al final de esta capacitación, recibieron como certificado una calcomanía para exhibir en su tienda y en sus cajas registradoras a fin de ahuyentar a los posibles traficantes de dinero falsificados. Según José Darío Uribe, «Las diversas campañas educativas que ha llevado a cabo el Banco de la República han reducido la cantidad de billetes falsos en Colombia». El Banco de la República recomienda reconocer los billetes falsos por el simple método de «Tocar, mirar y girar».